# エスパドリーユ

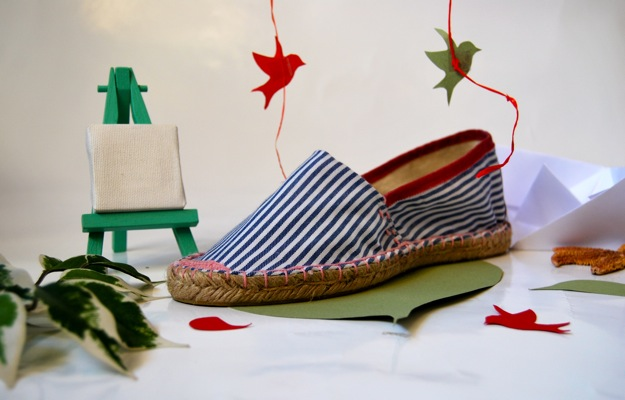
エスパドリーユ

エスパドリーユ（フランス語: Espadrilles）は、ピレネー山脈に起源を持つ靴。一般的に上部は帆布（カンバス）や木綿布でできており、靴底は柔軟なジュート縄でできている。足首部分にはしばしばレース飾りが施される。エスパドリーユを定義づける要素はジュート縄（黄麻）の靴底であり、上部のスタイルは多様である。
近年ではゴムやスポンジ底の縁にだけジュートを装飾のために巻きつけたエスパドリーユ風のサンダルをエスパドリーユと称することもある。
今日では快適で環境にやさしいサンダルとして世界的に普及している。伝統的なエスパドリーユはスペイン、アメリカ合衆国、イギリス、カナダ、アルゼンチン、ブラジル、メキシコ、オーストラリア、南アフリカでとても人気があり、ヨーロッパの大半の国でも人気がある。

## 名称

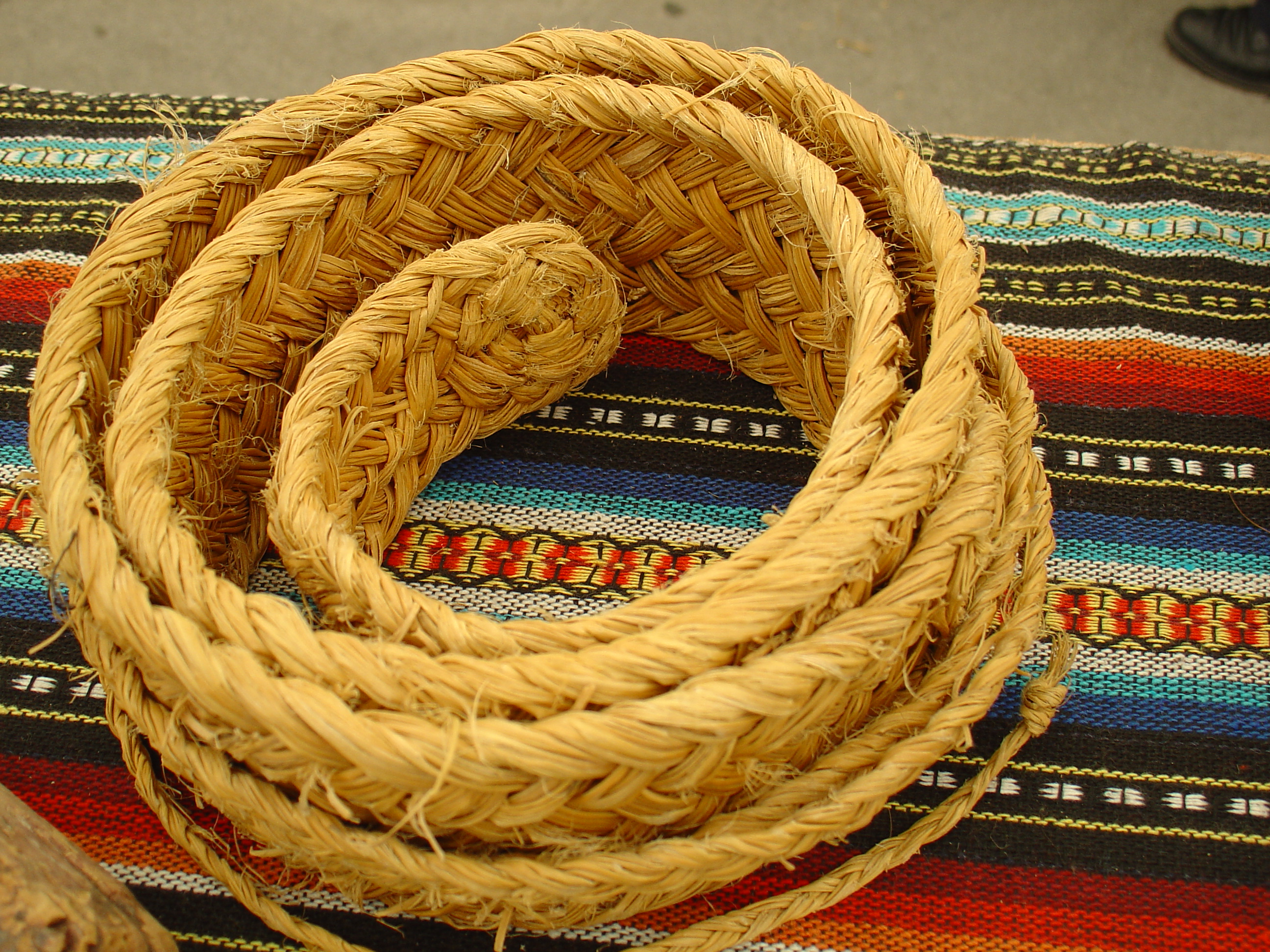
エスパルトで作った紐

espadrille（エスパドリーユ）はフランス語の単語であるが、カタルーニャ語でエスパドリーユを表すespardenya（アスパルデーニャ）に由来する。スペイン語ではalpargata（アルパルガタ）、バスク語ではespartina（エスパルティナ）と表記する。地中海地方にはロープを作るための丈夫でしなやかなエスパルト（カタルーニャ語ではアスパルト）という繊維があり、カタルーニャ語のアスパルデーニャとはこの繊維という生地から作る靴を意味する。カナダのケベック州でespadrilleという単語は、ジュート製のサンダルではなくランニングシューズやジョギングシューズを指す。

## 歴史

### 伝統的なエスパドリーユ
ピレネー山麓にあるカタルーニャ地方、バスク地方、オクシタニア地方では、18世紀からエスパルト繊維を使用したエスパドリーユが履かれていた。さらにピレネー山麓のバスク地方には、100年以上に渡ってエスパドリーユを作り続けている工房がある。伝統的なエスパドリーユは農民によって作られ、農民によって性別を問わず履かれていた。
今日のエスパドリーユはカタルーニャ地方でもバスク地方でも人気を増しており、春季や夏季にはよく履かれる。一般的にはスペインや南アジアの工場で製造されている。安価なバーゲン品からデザイナーブランドの高級品まで品質は様々である。現代のエスパドリーユは概して女性用の靴であるものの、男性がエスパドリーユを履くこともある。

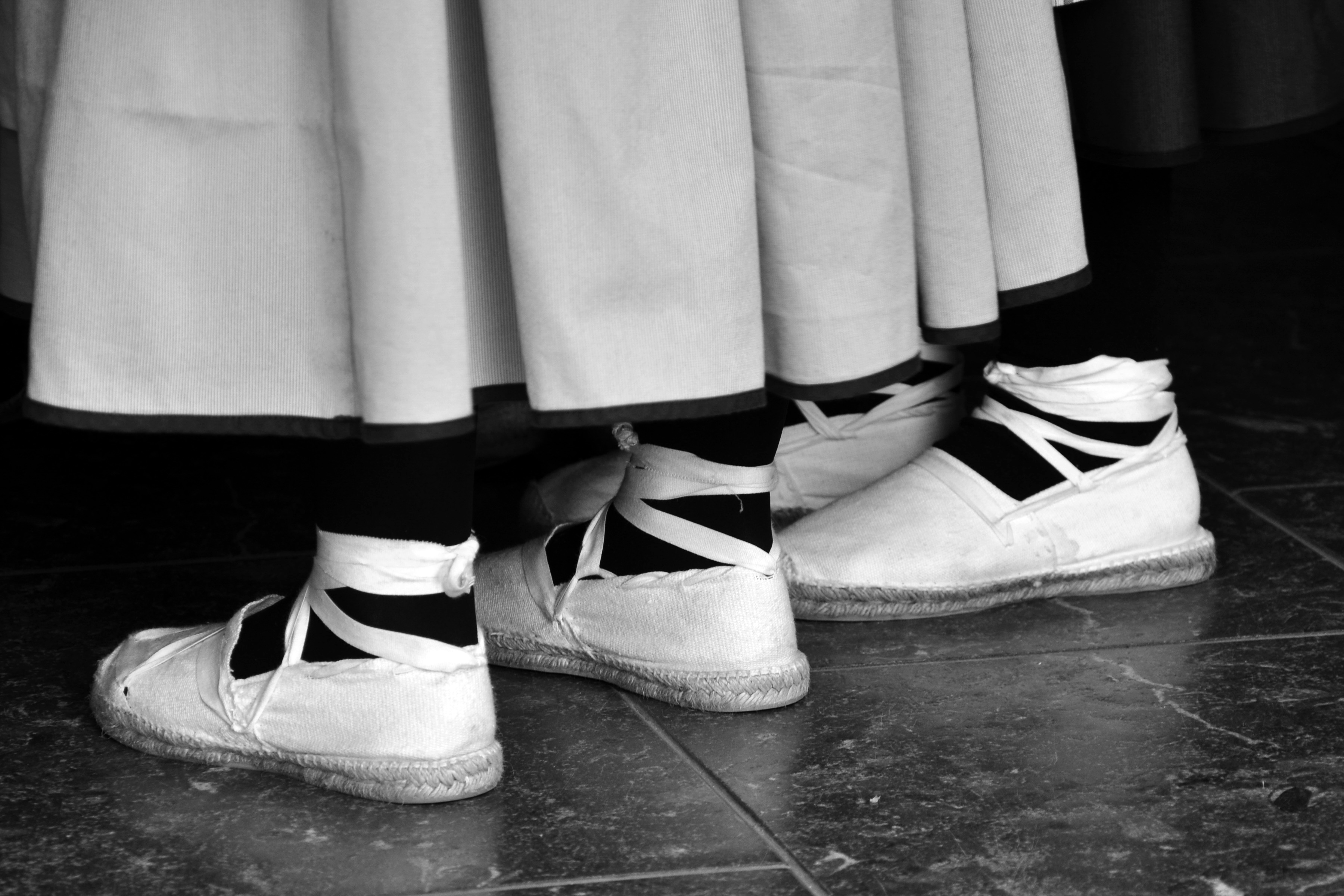
南アメリカのアンデス地方の典型的なエスパドリーユの布地
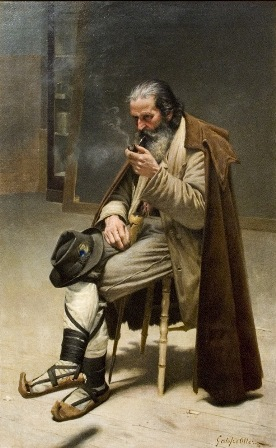
エスパドリーユを履いてパイプをふかす初老の男（19世紀末の絵画）
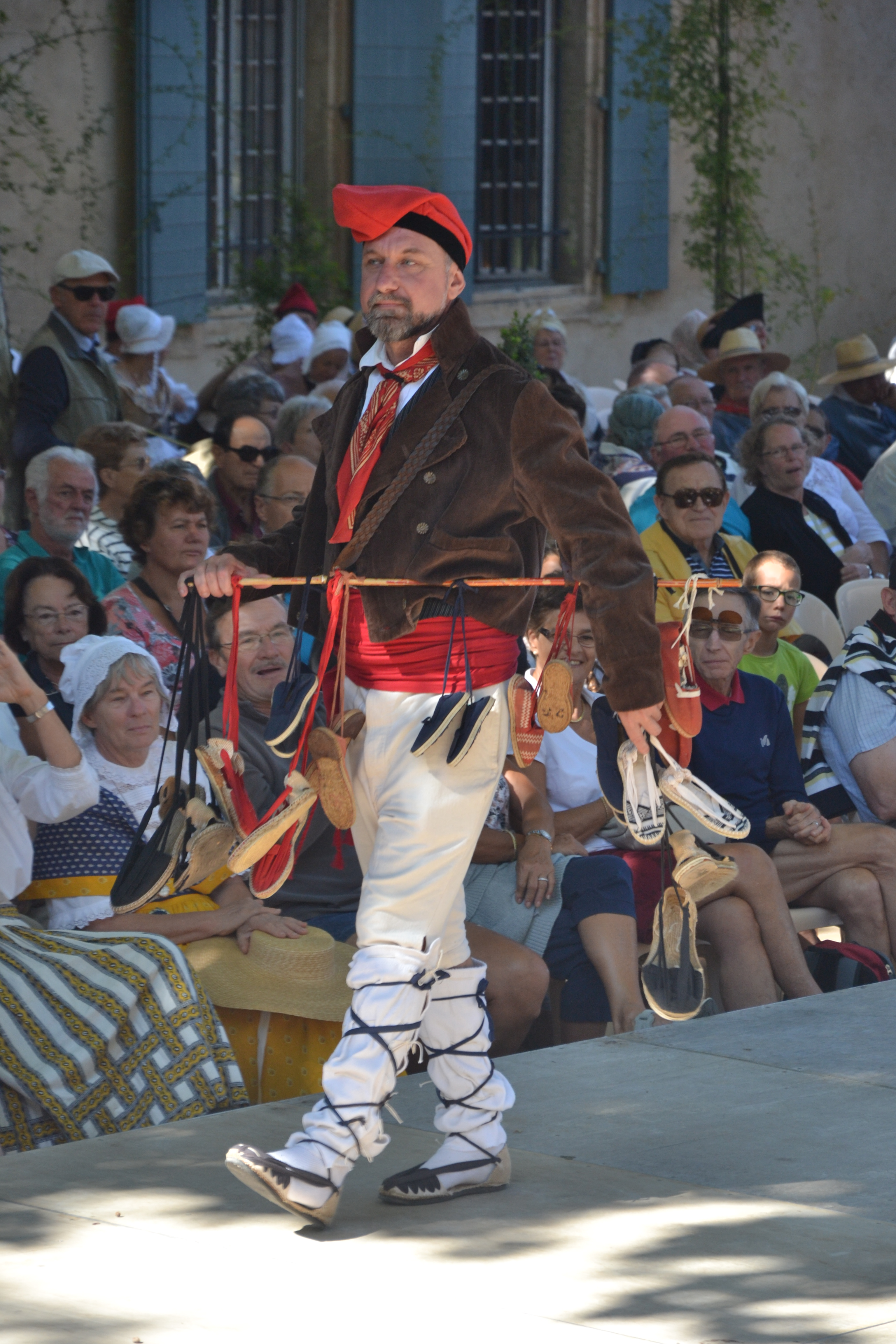
エスパドリーユを含む民族衣装を着て北カタルーニャの祭礼に登場した人物
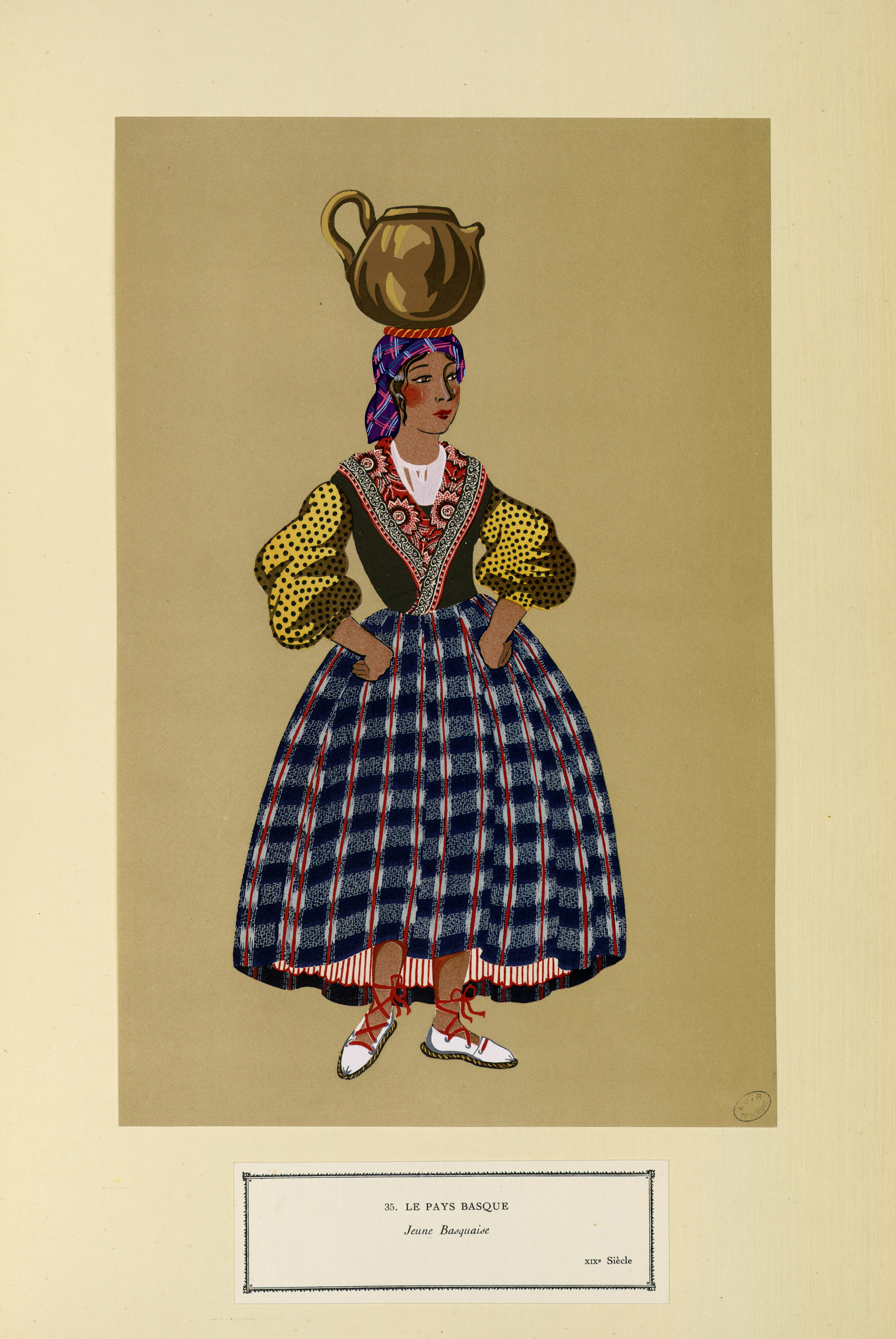
エスパドリーユを履いたバスク地方の女性のイラスト

### ファッションとしてのエスパドリーユ
1940年代にはアメリカ合衆国でそのファッション性が注目され、1948年の映画『キー・ラーゴ』では女優のローレン・バコールがレースの付いたエスパドリーユを履いた。ハイヒールのエスパドリーユが流行したのは、フランス人ファッションデザイナーのイヴ・サン＝ローランの影響である。1970年のパリ・コレクションで、サン＝ローランはスペインの製造会社であるカスタニェル(Castañer)社と接触し、カスタニェルはサン＝ローランが求めるデザインのエスパドリーユを作った。ハイヒールのエスパドリーユは大ヒットし、今日のファッション界にさえも影響を与えている。
アメリカで放送されたドラマ『マイアミ・バイス』がヒットした影響で、ドン・ジョンソン演じる主人公のソニー・クロケットが履いたエスパドリーユは1980年にリバイバルヒットした。2013年には、ニューヨークの高級靴店で500ドル近くの高額で売られるエスパドリーユもある。

## 製造

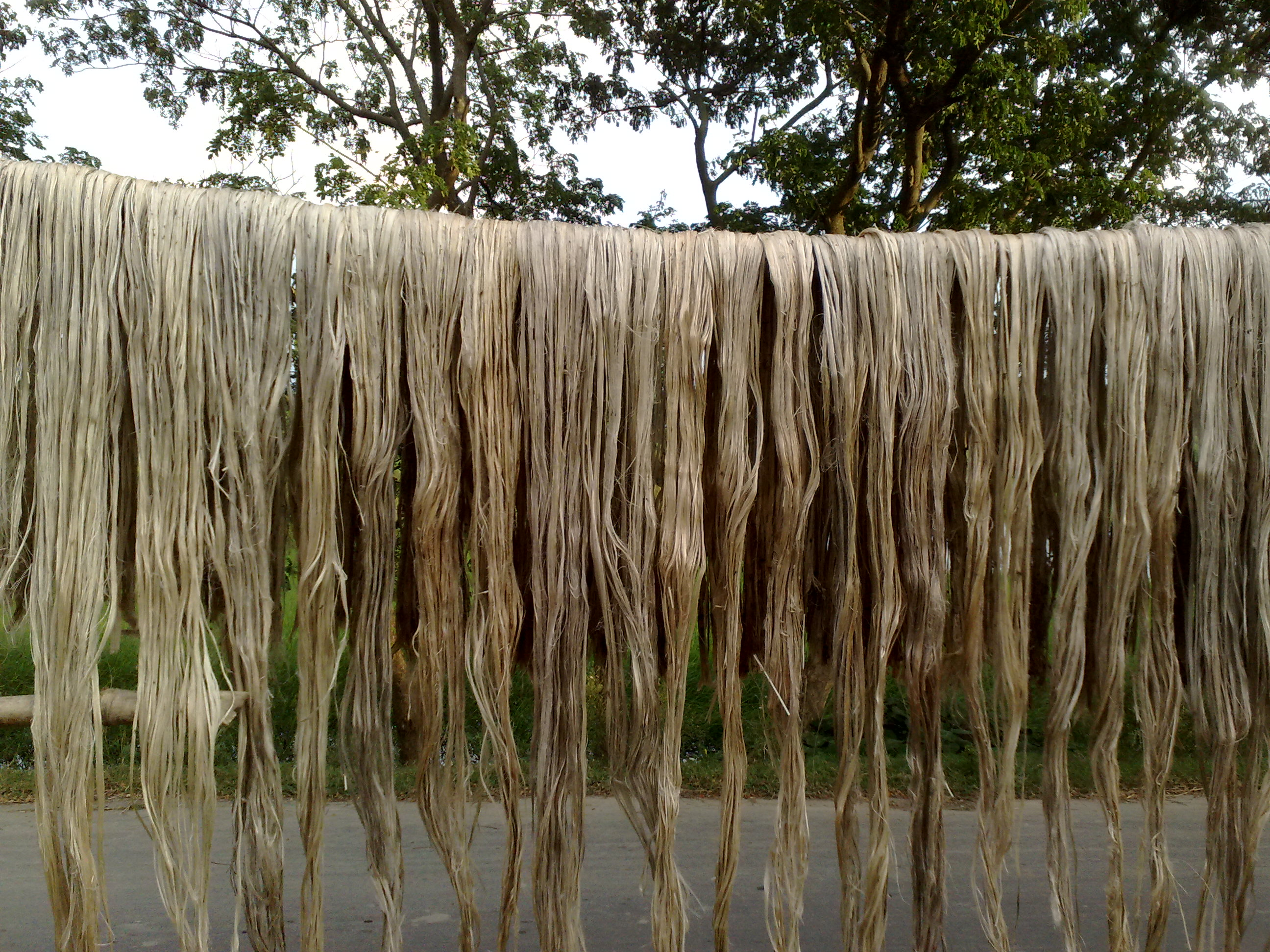
ジュート繊維

南アジアのバングラデシュは高品質ジュート繊維の産地であり、高級ジュート製靴底やエスパドリーユの完成品の製造拠点となっている。世界全体ではエスパドリーユの完成品の90%がバングラデシュで製造されるものの、スペイン、フランス、イタリアでもバングラデシュからジュート繊維の靴底を輸入してエスパドリーユの完成品を製造している。アルゼンチン、ボリビア、チリ、コロンビア、パラグアイ、ベネズエラでもバングラデシュからジュート繊維を輸入してエスパドリーユを製造している。

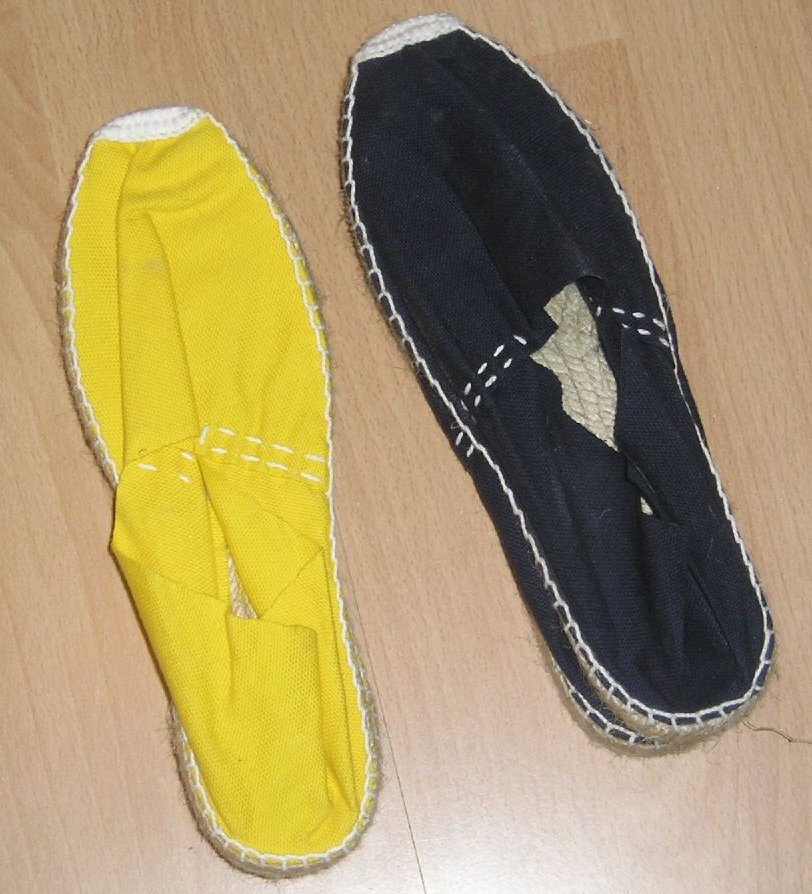
シンプルなエスパドリーユ
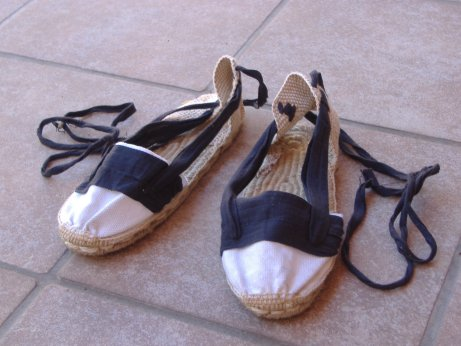
カタルーニャのエスパドリーユ
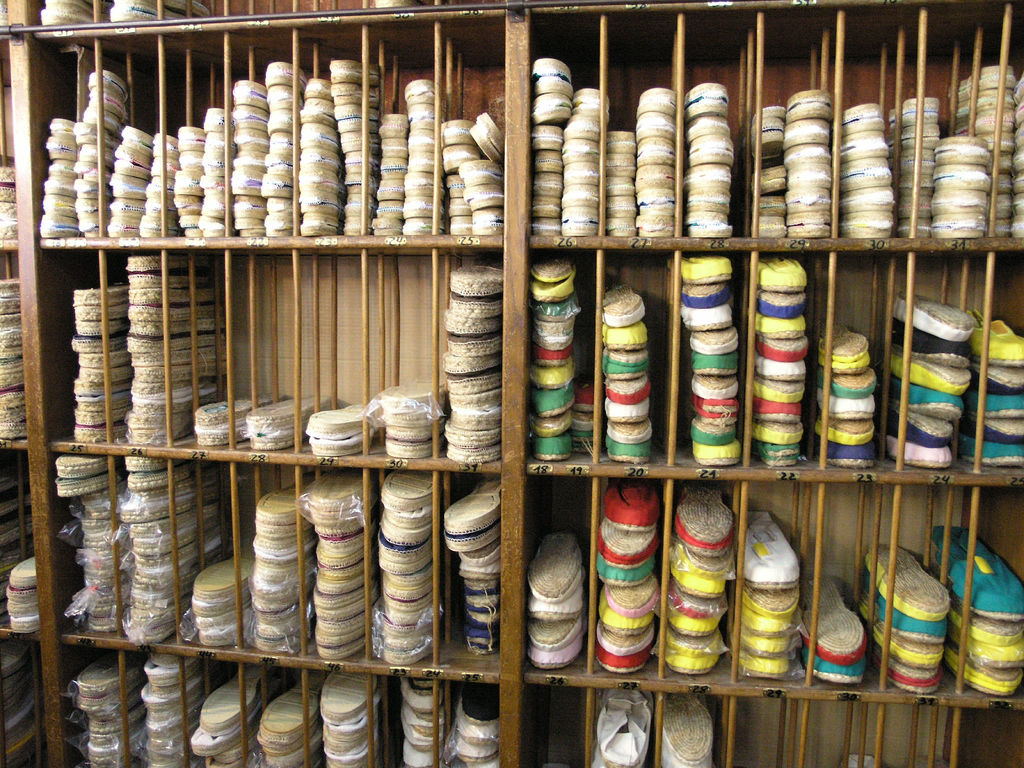
棚に積まれたカタルーニャのエスパドリーユ
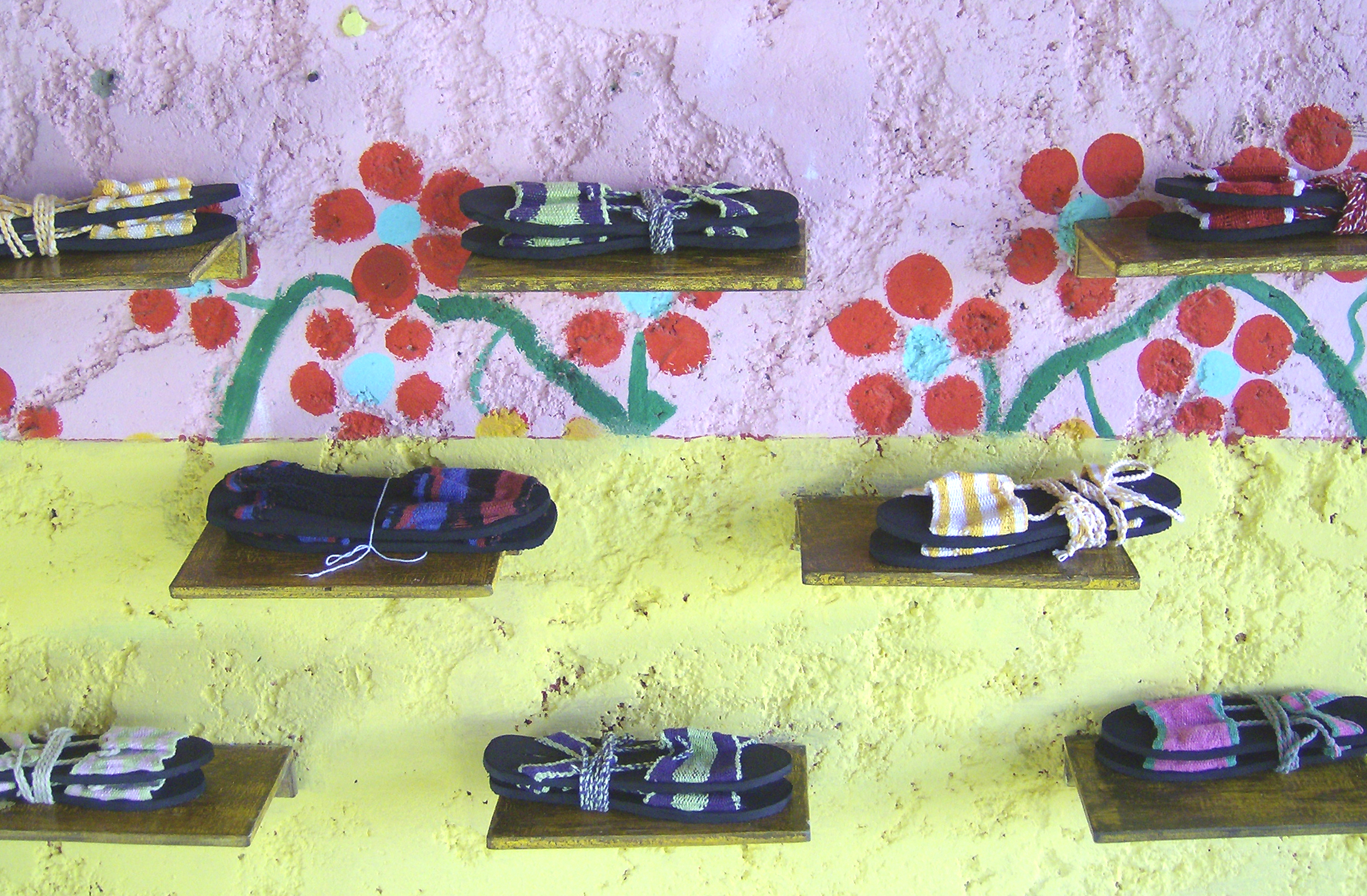
壁に飾られたベネズエラのエスパドリーユ
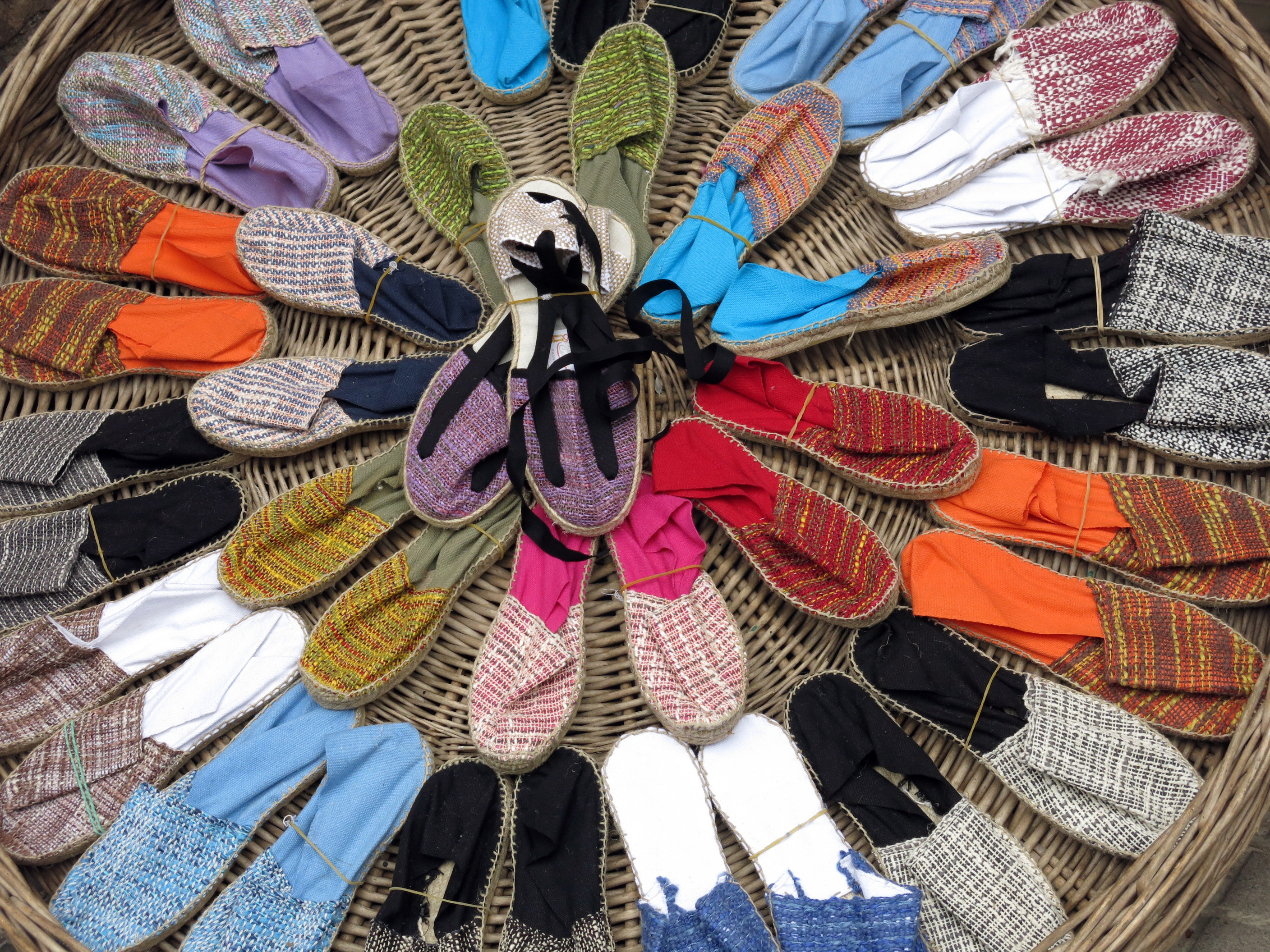
色鮮やかなエスパドリーユ